# English (Indiana)
English è un comune degli Stati Uniti d'America, situato nello Stato dell'Indiana, nella contea di Crawford, della quale è il capoluogo.